# Fayetteville (Illinois)
Fayetteville es una villa ubicada en el condado de St. Clair en el estado estadounidense de Illinois. En el Censo de 2010 tenía una población de 366 habitantes y una densidad poblacional de 440,23 personas por km².

## Geografía
Fayetteville se encuentra ubicada en las coordenadas 38°22′40″N 89°47′50″O / 38.37778, -89.79722. Según la Oficina del Censo de los Estados Unidos, Fayetteville tiene una superficie total de 0.83 km², de la cual 0.83 km² corresponden a tierra firme y (0%) 0 km² es agua.

## Demografía
Según el censo de 2010, había 366 personas residiendo en Fayetteville. La densidad de población era de 440,23 hab./km². De los 366 habitantes, Fayetteville estaba compuesto por el 94.26% blancos, el 0% eran afroamericanos, el 0.27% eran amerindios, el 0.27% eran asiáticos, el 0% eran isleños del Pacífico, el 4.1% eran de otras razas y el 1.09% pertenecían a dos o más razas. Del total de la población el 6.01% eran hispanos o latinos de cualquier raza.